# Oktaedarski fraktal
Oktaedarski fraktal je fraktal kod kojeg se oktaedar zamijeni sa šest manjih oktaedara u svakom vrhu. To je jedan od rijetkih geometrijskih fraktala u trodimenzionalnom prostoru koji nema svoj dvodimenzionalni analogon.

## Konstrukcija
Napravi se 6 novih oktaedara s faktorom skaliranja od {\displaystyle {\frac {1}{2}}}. Ti se oktaedri postave unutar početnog oktaedra tako da s njim dijele po jedan vrh. Faktor skaliranja je takav da se manji ikosaedri dodiruju. Fraktalna dimenzija je {\displaystyle {\frac {\log 6}{\log 2}}\approx 2.5849}.